# 貝索斯河

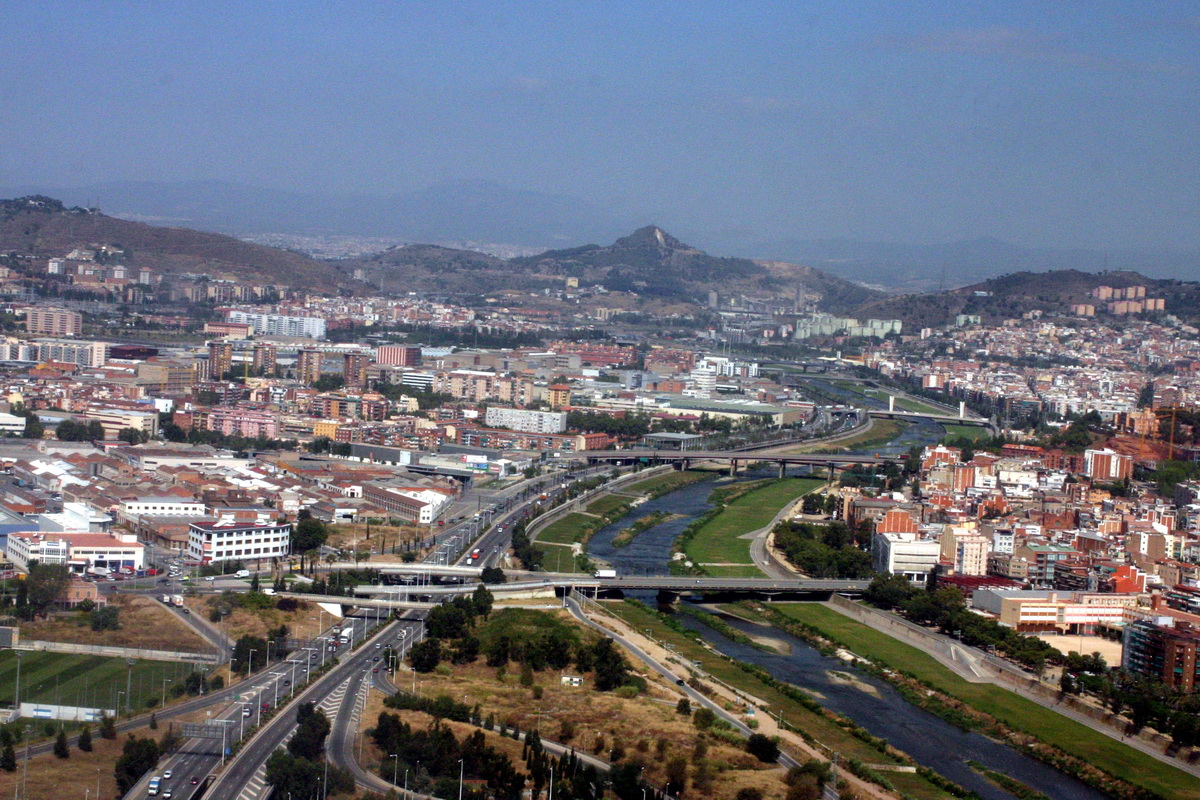
貝索斯河

貝索斯河（西班牙語：Río Besós）是西班牙的河流，位於該國東北部巴塞隆拿省，發源自艾瓜夫雷達，最終注入地中海，河道全長17.7公里，流域面積1,038.31平方公里，平均流量每秒4.33立方米。
41°27′29″N 2°11′39″E / 41.45806°N 2.19417°E